# Asamankese

Asamankese är en ort i södra Ghana. Den är huvudort för distriktet West Akim, och folkmängden uppgick till 46 061 invånare vid folkräkningen 2010.